# Таловка (приток Верхней Терси)
Таловка — река в России, протекает по Новокузнецкому району Кемеровской области.
Устье реки находится в 57 км по правому берегу реки Верхняя Терсь. Длина реки составляет 15 км. Приток — Соловей.

## Данные водного реестра
По данным государственного водного реестра России относится к Верхнеобскому бассейновому округу, водохозяйственный участок реки — Томь от города Новокузнецк до города Кемерово, речной подбассейн реки — Томь. Речной бассейн реки — (Верхняя) Обь до впадения Иртыша.